# Bitka pri Grunvaldu
Bitka pri Grunvaldu oz. Grunwaldskem polju ali bitka pri Tannenbergu (danes Grunwald na Poljskem) se je odvila 15. julija leta 1410. Po številu udeležencev je bila to največja bitka srednjeveške Evrope (skupaj je v njej sodelovalo okoli 55 tisoč vojakov). V njej sta združeni vojski Velike litovske kneževine in Kraljevine Poljske pod poveljstvom kralja Vladislava Jogaile in velikega kneza Vitolda Velikega premagali vojsko verske države Nemškega viteškega reda, ki jo je vodil Ulrich von Jungingen. Izid bitke je imel odločilen vpliv na politične odnose v tem delu Evrope. Nemški viteški red, ki je bil dotlej velesila, je bil dokončno poražen. Dinastija Jageloncev, v katero sta spadala Jogaila in Vitold, pa je postala ena najmogočnejših v tedanji Evropi. Uspešno vojaško zavezništvo, ki sta ga bili Velika litovska kneževina in Kraljevina Poljska skovali proti skupnemu sovražniku, se je z leti preoblikovalo v federativno državo z imenom Republika obeh Narodov.